# Щукін Дмитро Іванович
Щукін Дмитро Іванович (рос. Щукин Дмитрий Иванович, 1855, Москва — 1932, Москва) — російський купець і колекціонер західноєвропейського живопису.

## Життєпис
Дмитро Іванович походив із відомої московської родини Щукіних. Батько — Щукін Іван Васильович був старообрядцем і відомим фабрикантом. В родині зростало п'ятеро братів — Сергій, Микола, Іван, Петро та сам Дмитро.
Освіту отримав в московській гімназії Поліванова. Вже в гімназичні роки почав колекціонерську діяльність. Підкорившись волі батька, відбув до Німеччини, де навчався в Дрезденському комерційному інституті.
В роки навчання в Дрездені слухав лекції з мистецтвознавства професора В.Боде. Знав щонайменше дві іноземні мови і роками листувався із В. Боде, котрий скеровував його колекціонерську діяльність.
За свідченнями сучасників, мав тихий, майже меланхолійний темперамент, чим відрізнявся від емоційних братів Сергія Івановича (1854–1936), колекцонера картин французьких імпресіоністів і «паризького» брата Івана Івановича (1869–1908), власника цікавої приватної бібліотеки та картинної галереї художників Іспанії.
По закінченні у 1882 році військової служби в Гренадерськом полку повернувся до Москви. Чотири роки працював в управлінні Товариства цементної фабрики та маслобойні К. К. Шмідта в місті Рига.
Як колекціонер починав з придбання старовинної порцеляни, ювелірних виробів вісімнадцятого століття, виробів зі срібла, але мав потужних конкурентів. Тому покинув ці напрямки колекціонування й зосередився на західноєвропейському живописі.
По смерті батька у 1890 році відійшов від комерційної діяльності й займався переважно полюванням за картинами західноєвропейських художників, насамперед голландських. Мандрував Німеччиною, Швейцарією, Голландією. Близьким приятелем колекціонера був російський художник В. Н. Яковлев, що залишив добрі відгуки про нього.
Після більшовицького перевороту в жовтні 1917 року не емігрував з Росії. Помер в Москві сліпий та зубожілий.

## Вартісна мистецька збірка Д.І.Щукіна

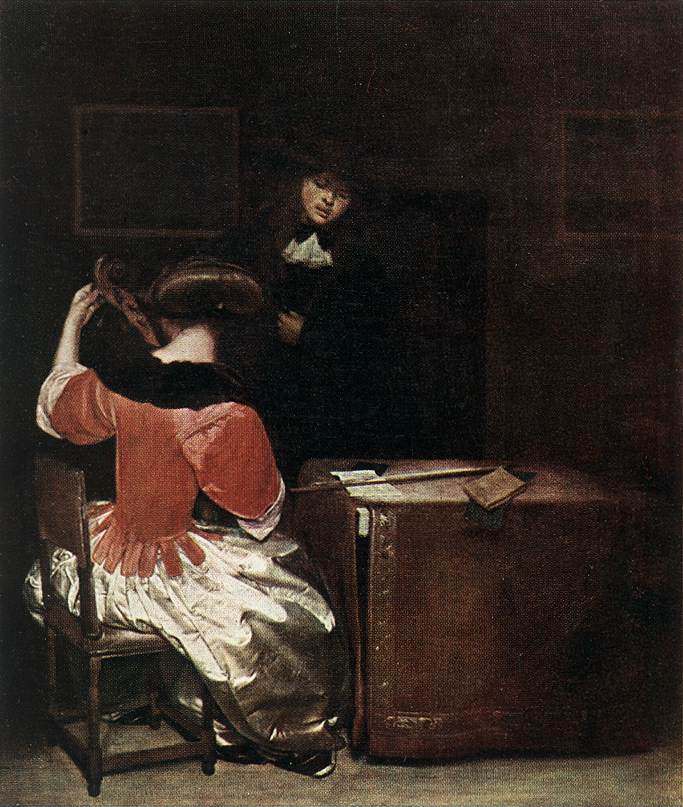
Герард Терборх. «Урок музики» зі збірки Д.І. Щукіна

Приватна картинна галерея Дмитра Щукіна у період до 1917 року в Москві вважалась серед найкращих, бо мала низку творів великої мистецької вартості, позаяк в Москві в той час годі було знайти багатшу збірку західноєвропейських митців. Галерея Дмитра Щукіна відрізнялась власним складом навіть від тих картинних галерей Москви, де теж були полотна старих майстрів, адже їх купували Третьяков Сергій Михайлович, брат Іван Іванович Щукін тощо. Колекція Щукіна поєднала деякі залишки картинних галерей з підмосковних садиб, що були розпродані на мистецьких аукціонах Петербурга і Москви.
1924 року картинна галерея Дмитра Щукіна була передана в Музей красних мистецтв (нині Музей образотворчих мистецтв імені Пушкіна). Тодішній нарком просвіти з більшовицького уряду А. В. Луначарський високо оцінив як її склад, так і мистецьку вартість. Сто двадцять шість картин збірки Дмитра Щукіна мали такий високий музейний рівень, що картини німецького, французького середньовіччя і відродження, а, особливо, голландського розділів відразу передали у відкриту експозицію.